# Katissa simplicipalpis
Katissa simplicipalpis là một loài nhện trong họ Anyphaenidae.
Loài này thuộc chi Katissa. Katissa simplicipalpis được Eugène Simon miêu tả năm 1897.